# Countrywide Classic 2001 - Qualificazioni singolare
Le qualificazioni del singolare del Countrywide Classic 2001 sono state un torneo di tennis preliminare per accedere alla fase finale della manifestazione. I vincitori dell'ultimo turno sono entrati di diritto nel tabellone principale. In caso di ritiro di uno o più giocatori aventi diritto a questi sono subentrati i lucky loser, ossia i giocatori che hanno perso nell'ultimo turno ma che avevano una classifica più alta rispetto agli altri partecipanti che avevano comunque perso nel turno finale.
Le qualificazioni del torneo Countrywide Classic 2001 prevedevano 32 partecipanti di cui 4 sono entrati nel tabellone principale.

## Teste di serie
1. Wayne Black (ultimo turno)
2. Ronald Agénor (primo turno)
3. Cristiano Caratti (Qualificato)
4. Mardy Fish (secondo turno)

1. Noam Behr (Qualificato)
2. Glenn Weiner (ultimo turno)
3. Cédric Kauffmann (primo turno)
4. Michael Joyce (Qualificato)

## Qualificati
1. Robby Ginepri
2. Noam Behr

1. Cristiano Caratti
2. Michael Joyce

## Tabellone

### Legenda
| - Q = Qualificato - WC = Wild card - LL = Lucky loser | - ALT = Alternate - SE = Special Exempt - PR = Protected Ranking | - w/o = Walkover - r = Ritirato - d = Squalificato |

### Sezione 1
|  | Primo turno         | Primo turno         | Primo turno         | Primo turno | Primo turno |  |  | Secondo turno   | Secondo turno       | Secondo turno       | Secondo turno | Secondo turno |   |   | Ultimo turno | Ultimo turno | Ultimo turno | Ultimo turno | Ultimo turno |  |
|  |                     |                     |                     |             |             |  |  |                 |                     |                     |               |               |   |   |              |              |              |              |              |  |
|  | 1                   | Wayne Black         | Wayne Black         | 3           | 3           |  |  |                 |                     |                     |               |               |   |   |              |              |              |              |              |  |
|  |                     | Michael Tebbutt     | Michael Tebbutt     | 6           | 2r          |  |  | 1               | Wayne Black         | Wayne Black         | 6             | 6             |   |   |              |              |              |              |              |  |
|  | Mashiska Washington | Mashiska Washington | Mashiska Washington | 6           | 6           |  |  |                 | Mashiska Washington | Mashiska Washington | 4             | 3             |   |   |              |              |              |              |              |  |
|  | Geoff Abrams        | Geoff Abrams        | Geoff Abrams        | 1           | 3           |  |  |                 |                     |                     |               |               |   |   | 1            | Wayne Black  | 2            | 6            | 5            |  |
|  | Robby Ginepri       | Robby Ginepri       | Robby Ginepri       | 6           | 6           |  |  |                 |                     |                     | Robby Ginepri | 6             | 3 | 7 |              |              |              |              |              |  |
|  | Rajeev Ram          | Rajeev Ram          | Rajeev Ram          | 3           | 2           |  |  | Robby Ginepri   | Robby Ginepri       | Robby Ginepri       | 7             | 6             |   |   |              |              |              |              |              |  |
|  |                     | Scott Humphries     | Scott Humphries     | 6           | 6           |  |  | Scott Humphries | Scott Humphries     | Scott Humphries     | 65            | 3             |   |   |              |              |              |              |              |  |
|  | 7                   | Cédric Kauffmann    | Cédric Kauffmann    | 2           | 3           |  |  |                 |                     |                     |               |               |   |   |              |              |              |              |              |  |

### Sezione 2
|  | Primo turno     | Primo turno        | Primo turno        | Primo turno | Primo turno |  |  | Secondo turno    | Secondo turno    | Secondo turno    | Secondo turno | Secondo turno |   |   | Ultimo turno | Ultimo turno    | Ultimo turno    | Ultimo turno | Ultimo turno |  |
|  |                 |                    |                    |             |             |  |  |                  |                  |                  |               |               |   |   |              |                 |                 |              |              |  |
|  |                 | Kristian Capalik   | 6                  | 5           | 7           |  |  |                  |                  |                  |               |               |   |   |              |                 |                 |              |              |  |
|  | 2               | Ronald Agénor      | 4                  | 7           | 5           |  |  | Kristian Capalik | Kristian Capalik | Kristian Capalik | 6             | 4r            |   |   |              |                 |                 |              |              |  |
|  | Oren Motevassel | Oren Motevassel    | Oren Motevassel    | 7           | 6           |  |  | Oren Motevassel  | Oren Motevassel  | Oren Motevassel  | 4             | 6             |   |   |              |                 |                 |              |              |  |
|  | Sandon Stolle   | Sandon Stolle      | Sandon Stolle      | 63          | 4           |  |  |                  |                  |                  |               |               |   |   |              | Oren Motevassel | Oren Motevassel | 1            | 4            |  |
|  | Jack Brasington | Jack Brasington    | Jack Brasington    | 6           | 6           |  |  |                  |                  | 5                | Noam Behr     | Noam Behr     | 6 | 6 |              |                 |                 |              |              |  |
|  | Vincent Allegre | Vincent Allegre    | Vincent Allegre    | 4           | 3           |  |  |                  | Jack Brasington  | Jack Brasington  | 4             | 64            |   |   |              |                 |                 |              |              |  |
|  | 5               | Noam Behr          | Noam Behr          | 6           | 6           |  |  | 5                | Noam Behr        | Noam Behr        | 6             | 7             |   |   |              |                 |                 |              |              |  |
|  |                 | Jonathan Beardsley | Jonathan Beardsley | 2           | 2           |  |  |                  |                  |                  |               |               |   |   |              |                 |                 |              |              |  |

### Sezione 3
|  | Primo turno        | Primo turno           | Primo turno           | Primo turno | Primo turno |  |  | Secondo turno | Secondo turno      | Secondo turno      | Secondo turno | Secondo turno |   |   | Ultimo turno | Ultimo turno      | Ultimo turno | Ultimo turno | Ultimo turno |  |
|  |                    |                       |                       |             |             |  |  |               |                    |                    |               |               |   |   |              |                   |              |              |              |  |
|  | 3                  | Cristiano Caratti     | Cristiano Caratti     | 7           | 6           |  |  |               |                    |                    |               |               |   |   |              |                   |              |              |              |  |
|  |                    | Levar Harper-Griffith | Levar Harper-Griffith | 65          | 2           |  |  | 3             | Cristiano Caratti  | 3                  | 7             | 7             |   |   |              |                   |              |              |              |  |
|  | Kevin Ullyett      | Kevin Ullyett         | Kevin Ullyett         | 6           | 6           |  |  |               | Kevin Ullyett      | 6                  | 62            | 5             |   |   |              |                   |              |              |              |  |
|  | Zack Fleishman     | Zack Fleishman        | Zack Fleishman        | 4           | 4           |  |  |               |                    |                    |               |               |   |   | 3            | Cristiano Caratti | 3            | 6            | 6            |  |
|  | Travis Rettenmaier | Travis Rettenmaier    | Travis Rettenmaier    | 6           | 6           |  |  |               |                    | 6                  | Glenn Weiner  | 6             | 2 | 2 |              |                   |              |              |              |  |
|  | Torrey Gambill     | Torrey Gambill        | Torrey Gambill        | 1           | 0           |  |  |               | Travis Rettenmaier | Travis Rettenmaier | 3             | 0             |   |   |              |                   |              |              |              |  |
|  | 6                  | Glenn Weiner          | Glenn Weiner          | 6           | 6           |  |  | 6             | Glenn Weiner       | Glenn Weiner       | 6             | 6             |   |   |              |                   |              |              |              |  |
|  |                    | Brandon Kramer        | Brandon Kramer        | 3           | 4           |  |  |               |                    |                    |               |               |   |   |              |                   |              |              |              |  |

### Sezione 4
|  | Primo turno     | Primo turno     | Primo turno     | Primo turno | Primo turno |  |  | Secondo turno | Secondo turno | Secondo turno | Secondo turno | Secondo turno |   |   | Ultimo turno | Ultimo turno | Ultimo turno | Ultimo turno | Ultimo turno |  |
|  |                 |                 |                 |             |             |  |  |               |               |               |               |               |   |   |              |              |              |              |              |  |
|  | 4               | Mardy Fish      | Mardy Fish      | 7           | 6           |  |  |               |               |               |               |               |   |   |              |              |              |              |              |  |
|  |                 | Paul Kilderry   | Paul Kilderry   | 62          | 1           |  |  | 4             | Mardy Fish    | 6             | 3             | 4             |   |   |              |              |              |              |              |  |
|  | Jim Thomas      | Jim Thomas      | 6               | 3           | 6           |  |  |               | Jim Thomas    | 4             | 6             | 6             |   |   |              |              |              |              |              |  |
|  | Alex O'Brien    | Alex O'Brien    | 3               | 6           | 3           |  |  |               |               |               |               |               |   |   |              | Jim Thomas   | Jim Thomas   | 3            | 2            |  |
|  | Luke Smith      | Luke Smith      | Luke Smith      | 6           | 6           |  |  |               |               | 8             | Michael Joyce | Michael Joyce | 6 | 6 |              |              |              |              |              |  |
|  | Douglas Stewart | Douglas Stewart | Douglas Stewart | 2           | 0           |  |  |               | Luke Smith    | 2             | 7             | 4             |   |   |              |              |              |              |              |  |
|  | 8               | Michael Joyce   | Michael Joyce   | 6           | 6           |  |  | 8             | Michael Joyce | 6             | 5             | 6             |   |   |              |              |              |              |              |  |
|  |                 | Vincent Mackey  | Vincent Mackey  | 1           | 3           |  |  |               |               |               |               |               |   |   |              |              |              |              |              |  |